# Максвелл, Глин

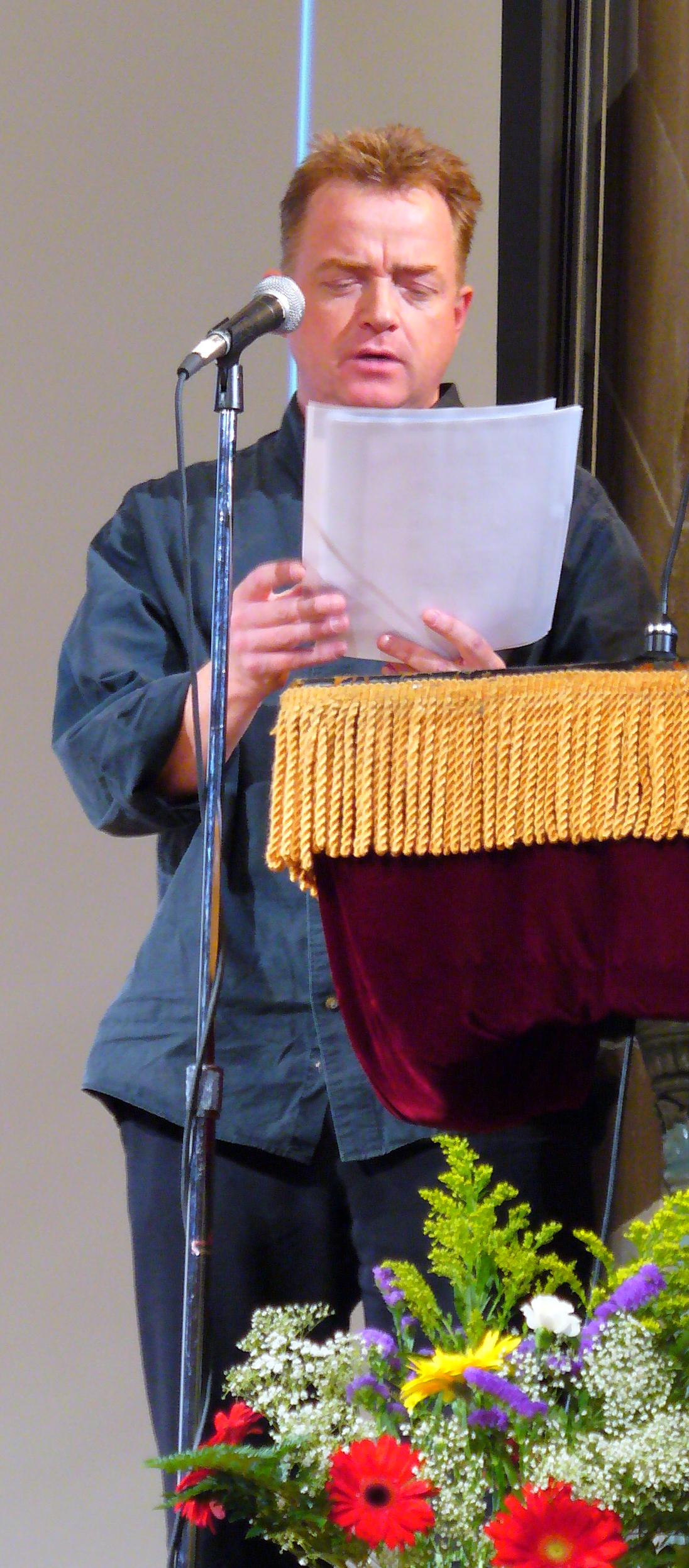
Максвелл, Глин

Глин Максвелл (англ. Glyn Maxwell; род. 1962, Уэлин-Гарден-Сити) — английский поэт, прозаик и драматург.

## Биография
Изучал в Оксфордском университете английский язык и литературу, затем в Бостонском университете поэзию и драматургию (под руководством Дерека Уолкотта). В 1996—2006 жил в США, преподавал в Колумбийском университете и университете Новая школа. Потом вернулся в Англию, живёт в Лондоне, читает лекции в Эссекском университете.

## Творчество
Первая книга стихов Максвелла, «Tale of the Mayor’s Son» (1990), вызвала благосклонный отзыв критики. Иосиф Бродский писал о ней: «Глин Максвелл преодолевает большее расстояние одной строкой, чем большинство авторов — целым стихотворением. Он исключительно многообещающий поэт с незабываемой манерой». Последующие поэтические книги Максвелла — «Out of the Rain» (1992, Премия Сомерсета Моэма), «Rest for the Wicked» (1995), «The Breakage» (1998), «The Boys at Twilight: Poems 1990—1995» (2000), роман в стихах «Time’s Fool» (2001). Он опубликовал также роман «Blue Burneau» (1994), сборник рассказов «The Sugar Mile» (2005), пьесы «Broken Journey» (1999) и «The Forever Waltz» (2005).

## Переводы и отклики в России

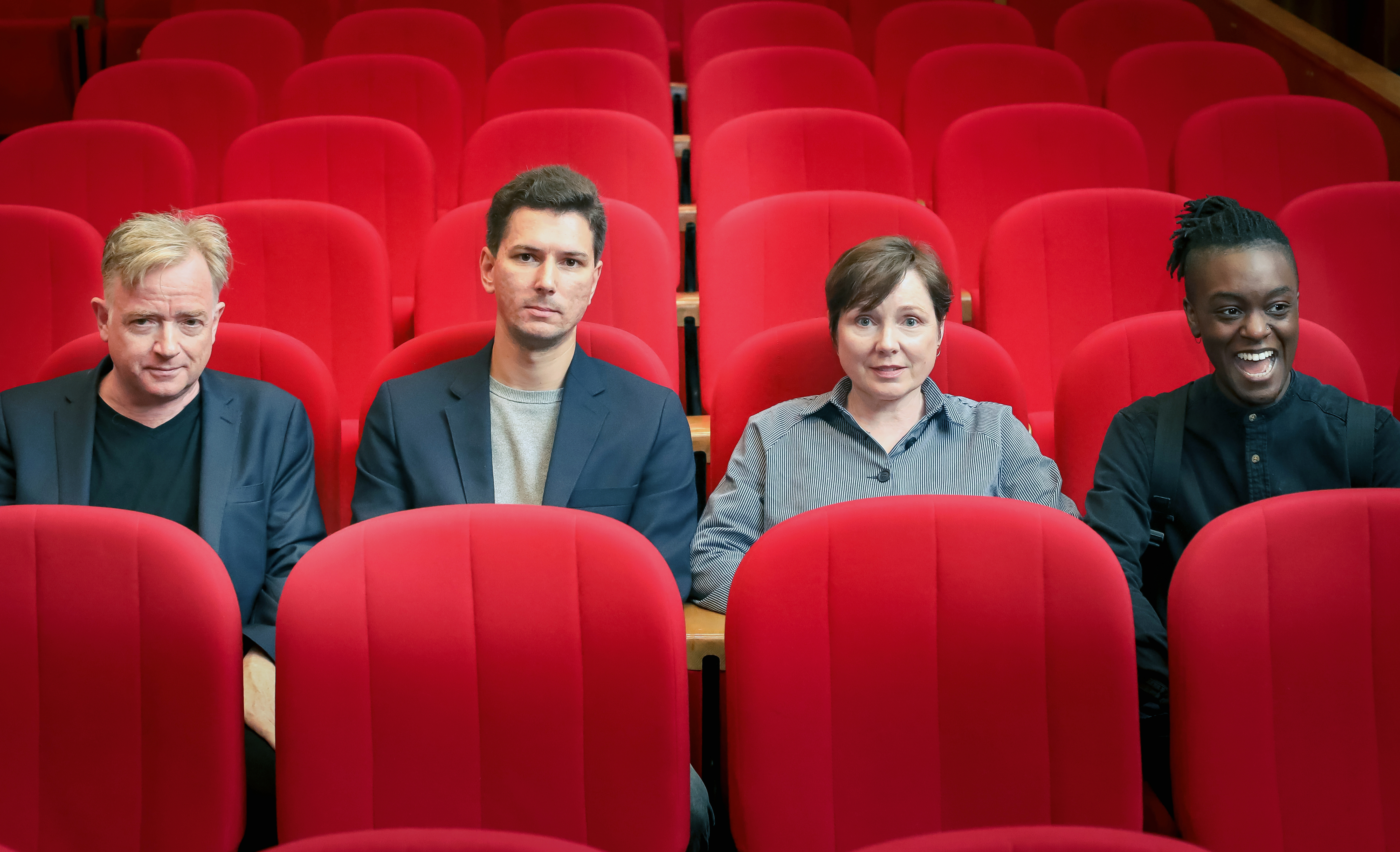
Вечер встреч с британскими писателями в Библиотеке иностранной литературы им. М. И. Рудомино. Глин Максвелл, Денис Безносов, Лавиния Гринлоу, Джей Бернард.

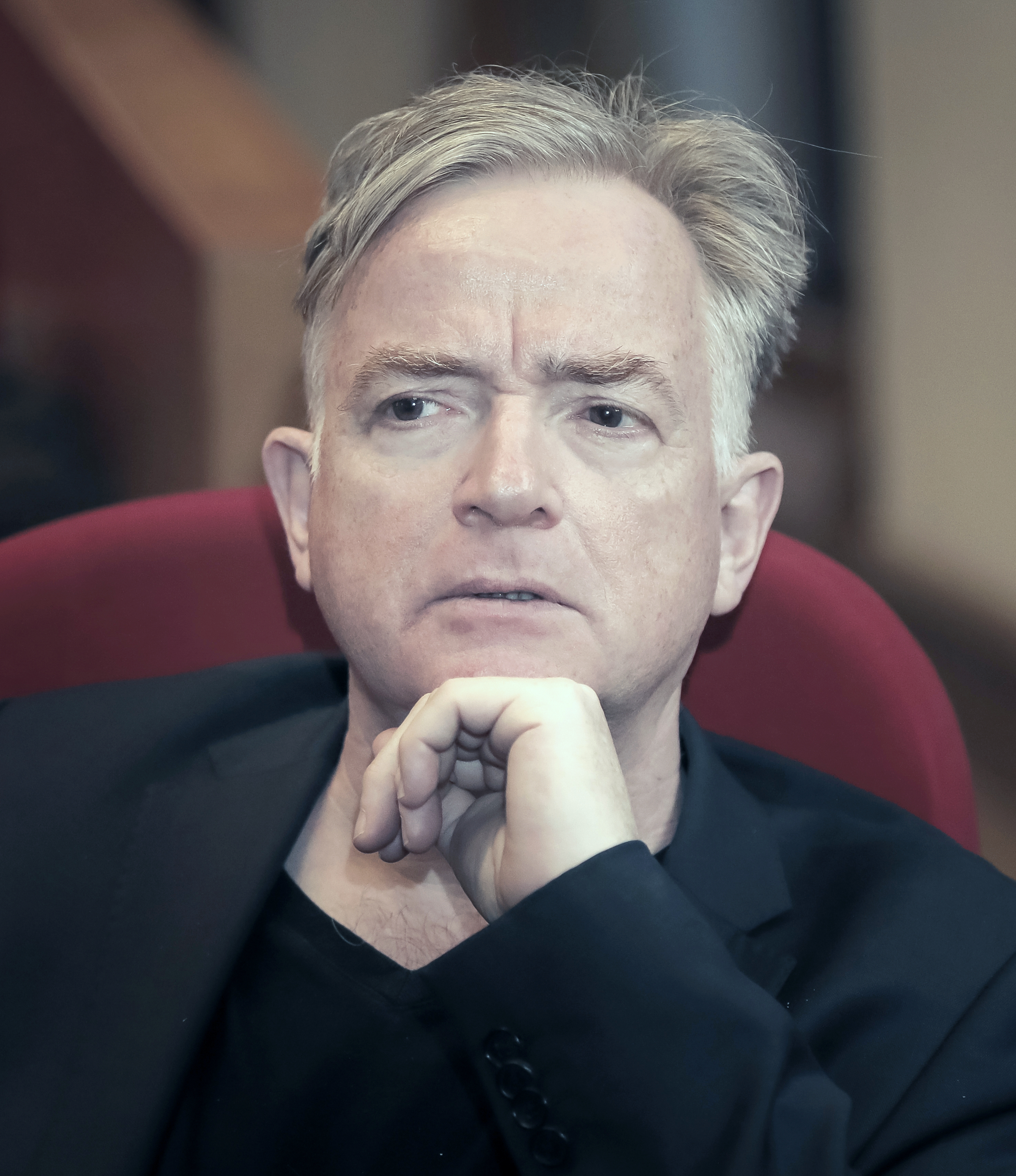
Глин Максвелл, 2019. Вечер встреч с британскими писателями в Библиотеке иностранной литературы им. М. И. Рудомино

На русский язык стихи Максвелла переводили Владимир Гандельсман, Марина Эскина, Григорий Стариковский, Александр Вейцман. Максвеллу посвящено стихотворение живущей в США русской поэтессы Кати Капович, начинающееся строчками:

Рыжий, рыжий, конопатый, 

вот таким был Дилан Томас. 

Заторможенный какой-то 

у тебя и взгляд и голос.